# Roger Le Bourg
Pour les articles homonymes, voir Le Bourg.
Roger Le Bourg est un capitaine de vaisseau français qui joua un rôle important dans l'histoire de la colonie de Fort-Dauphin, colonie fondée par la France à Madagascar au XVIIe siècle. Après avoir signalé le désordre qui y régnait en France métropolitaine, il transporta Étienne de Flacourt jusqu'à cette grande île du sud-ouest de l'océan Indien en 1648 et fut par la suite mandaté par lui en direction de celle que l'on appelle aujourd'hui La Réunion, mais qu'il fut alors chargé de baptiser Bourbon.